# Campeonato de Fútbol de Costa Rica 1945
El Campeonato de Fútbol de 1945, fue la edición número 25 de Liga de Fútbol de Costa Rica en disputarse, organizada por la FEDEFUTBOL.
Alajuelense, alcanza su cuarto título, luego de no participar en el torneo anterior. Gimnástica Española, se salva del descenso al vencer al Atlético Álvarez en la liguilla por el no descenso.

## Equipos participantes
| Provincia | N.º | Equipos                                                             |
| --------- | --- | ------------------------------------------------------------------- |
| San José  | 4   | La Libertad, Gimnástica Española, Orión y Universidad de Costa Rica |
| Alajuela  | 1   | Alajuelense                                                         |
| Cartago   | 1   | Cartaginés                                                          |
| Heredia   | 1   | Herediano                                                           |

## Formato del Torneo
Torneo disputado a dos vueltas, los equipos debían enfrentarse todos contra todos. El último lugar debería jugar una serie de promoción ante el campeón de la segunda división con el fin de evitar el descenso.

## Tabla de posiciones
| Equipo | Pts | PJ | PG | PE | PP | GF | GC | DG  |
| --- | --- | -- | -- | -- | -- | -- | -- | --- |
| Liga Deportiva Alajuelense | 17  | 12 | 8  | 1  | 3  | 39 | 25 | +14 |
| Orión F.C. | 16  | 12 | 7  | 2  | 3  | 40 | 22 | +18 |
| Universidad de Costa Rica | 16  | 12 | 6  | 4  | 2  | 33 | 18 | +15 |
| Club Sport La Libertad | 13  | 12 | 4  | 1  | 5  | 31 | 37 | -6  |
| Club Sport Cartaginés | 9   | 12 | 6  | 1  | 5  | 22 | 38 | -16 |
| Club Sport Herediano | 8   | 12 | 3  | 2  | 7  | 26 | 33 | -7  |
| Sociedad Gimnástica Española | 5   | 12 | 2  | 1  | 9  | 27 | 45 | -18 |
| Pts – Puntos; PJ – Partidos Jugados; PG - Partidos Ganados; PE - Partidos Empatados; PP - Partidos Perdidos; GF – Goles a Favor; GC – Goles en Contra; DG – Diferencia de Goles |     |    |    |    |    |    |    |     |

|  |                  |
|  | Campeón Nacional |

|  |                                                                        |
|  | Disputa liguilla del no descenso contra el campeón de Segunda División |

| Campeón Liga Deportiva Alajuelense Campeonato #4 |

Planilla del Campeón: Carlos Alvarado, Tomás Alfaro, William Cordero, Rogelio Fernández, Jorge Rojas, Álvaro Villalobos, Salvador Soto, Oscar Mórux, José Rojas, José Retana, Mario Riggioni, Juan Chavarría, Luis Salas, Héctor Cordero, Ulises Alpizar

## Goleador
| Jugador          | Equipo | Goles |
| ---------------- | ------ | ----- |
| Walker Rodríguez | Orión  | 18    |

## Torneos
| Predecesor: Campeonato 1944 | Liga de Fútbol de Costa Rica Campeonato 1945 | Sucesor: Campeonato 1946 |